# Nicholas Pryor
Nicholas Pryor, pseudonimo di Nicholas David Probst (Baltimora, 28 gennaio 1935 – Wilmington, 7 ottobre 2024), è stato un attore statunitense.

## Biografia
Figlio di Dorothy e Stanley Probst, iniziò la sua carriera nel mondo dello spettacolo negli anni cinquanta. Divenne un volto molto conosciuto grazie a numerose apparizioni in serie televisive. Dal 1970 fu anche attore per il grande schermo, dove apparve - fra gli altri - nei film Risky Business - Fuori i vecchi... i figli ballano (1983), nel ruolo del padre del protagonista interpretato da Tom Cruise, e Hoffa - Santo o mafioso? (1992), nel ruolo dell'avvocato di Jimmy Hoffa.
Morì di cancro nella sua casa a Wilmington, in Carolina del Nord, il 7 ottobre 2024 all'età di 89 anni.

## Vita privata
Sposò in prime nozze l'attrice Joan Minna Epstein, da cui divorziò nel 1968, anno in cui passò a nuove nozze con l'attrice e ballerina Melinda Cordell; dopo aver divorziato per la seconda volta sposò nel 1983 Pamela Anne Elm, da cui ebbe la figlia Stacey; in seguito divorziò anche dalla terza moglie e nel 1993 sposò l'attrice Christina Belford.

## Filmografia parziale

### Cinema
- The Way We Live Now, regia di Barry Brown (1970)
- L'uomo sull'altalena (Man on a Swing), regia di Frank Perry (1974)
- The Happy Hooker, regia di Nicholas Sgarro (1975)
- Smile, regia di Michael Ritchie (1975)
- La corsa più pazza del mondo (The Gumball Rally), regia di Chuck Bail (1976)
- La maledizione di Damien (Damien: Omen II), regia di Don Taylor (1978)
- L'aereo più pazzo del mondo (Airplane!), regia di Zucker-Abrahams-Zucker (1980)
- Risky Business - Fuori i vecchi... i figli ballano (Risky Business), regia di Paul Brickman (1983)
- Il gioco del falco (The Falcon and the Snowman), regia di John Schlesinger (1985)
- Energia pulita (Choke Canyon), regia di Charles Bail (1986)
- Morgan Stewart's Coming Home, regia di Phillip Noyce (1987)
- Al di là di tutti i limiti (Less than Zero), regia di Marek Kanievska (1987)
- Brain Dead, regia di Adam Simon (1990)
- Uno sconosciuto alla porta (Pacific Heights), regia di John Schlesinger (1990)
- Hoffa - Santo o mafioso? (Hoffa), regia di Danny DeVito (1992)
- Sliver, regia di Phillip Noyce (1993)
- Decisione critica (Executive Decision) , regia di Stuart Baird (1996)
- L'ultimo appello (The Chamber), regia di James Foley (1996)
- Murder at 1600 - Delitto alla Casa Bianca (Murder at 1600), regia di Dwight H. Little (1997)
- Molly, regia di John Duigan (1999)
- Lo scapolo d'oro (The Bachelor), regia di Gary Sinyor (1999)
- Danni collaterali (Collateral Damage), regia di Andrew Davis (2002)
- The Four Children of Tander Welch, regia di Ashlon Langley (2008)
- Doctor Sleep, regia di Mike Flanagan (2019)

### Televisione
- Alfred Hitchcock presenta (Alfred Hitchcock Presents) – serie TV, episodio 6x15 (1961)
- The Adams Chronicles – miniserie TV, 2 puntate (1976)
- Rainbow, regia di Jackie Cooper – film TV (1978)
- Cuore e batticuore (Hart to Hart) – serie TV, episodio 1x02 (1979)
- La famiglia Bradford (Eight Is Enough) – serie TV, 7 episodi (1979-1981)
- La valle dell'Eden (East of Eden), regia di Harvey Hart – miniserie TV (1981)
- La legge di McClain (McClain's Law) – serie TV, episodio 1x04 (1981)
- La signora in giallo (Murder, She Wrote) – serie TV, episodi 1x10-6x18-8x09 (1985-1991)
- Supercar (Knight Rider) – serie TV, episodio 4x08 (1985)
- Storie incredibili (Amazing Stories) – serie TV, episodio 1x23 (1986)
- Falcon Crest – serie TV, episodio 6x15 (1987)
- La casa nella prateria (Little House: A New Beginning) – serie TV, episodi 9x01-9x02 (1982)
- Agatha Christie: Delitto in tre atti (Murder in Three Acts), regia di Gary Nelson – film TV (1986)
- Beverly Hills 90210 (Beverly Hills, 90210) – serie TV, 26 episodi (1994-1997)
- La signora del West (Dr. Quinn, Medicine Woman) – serie TV, episodio 3x07 (1994)
- Un detective in corsia (Diagnosis: Murder) – serie TV, episodio 4x14 (1997)
- Port Charles – soap opera, 347 puntate (1997-2002)
- West Wing - Tutti gli uomini del Presidente (The West Wing) – serie TV, episodio 3x03 (2001)
- The Falcon and the Winter Soldier – serie TV, episodio 1x03 (2021)

## Doppiatori italiani
Nelle versioni in italiano delle opere in cui ha recitato, Nicholas Pryor è stato doppiato da:
- Gianni Marzocchi in La corsa più pazza del mondo, L'aereo più pazzo del mondo
- Gianfranco Bellini in La famiglia Bradford (ep. 5x09), Alfred Hitchcock presenta
- Luciano Melani in La maledizione di Damien
- Cesare Barbetti in La famiglia Bradford
- Luciano Roffi in Hoffa - Santo o mafioso?
- Giorgio Lopez in La signora in giallo (ep. 1x10)
- Franco Zucca in La signora in giallo (ep. 6x18)
- Romano Ghini in La signora in giallo (ep. 8x09)
- Gianni Vagliani in L'ultimo appello
- Michele Gammino in Lo scapolo d'oro
- Emilio Cappuccio in Beverly Hills 90210 (1ª voce)
- Sergio Fiorentini in Beverly Hills 90210 (2ª voce)
- Gianni Bonagura in West Wing - Tutti gli uomini del Presidente
- Carlo Reali in Ruffian - Veloce come il vento
- Bruno Alessandro in Doctor Sleep
- Gianni Giuliano in The Outsider